# Magnus Petersen
Julius Magnus Petersen (skrev sig senere Julius Magnus-Petersen; født 4. september 1827 i København, død 1. februar 1917 sammesteds) var en dansk kobberstikker og kunstarkæolog, bror til arkitekt Vilhelm Petersen.

## Familie
Julius Magnus Petersens slægt var af skånsk oprindelse, idet hans farfar, der var
våbensmed, udvandrede fra Gønge Herred til København. Faderen, Johan Daniel Petersen (død 1849), var konstruktionsassistent i søetaten og lærer ved Kunstakademiet.

## Uddannelse og karriere
Julius Magnus Petersen gennemgik Kunstakademiets skoler, erhvervede to mindre og en stor sølvmedalje og var 1857-1864 lærer ved Kunstakademiets første figurtegneskole. Tidlig vaktes hans interesse for de danske museer og biblioteker, og i en ung alder knyttedes han til disse som tegner og, efter at han havde lært sig at stikke i kobber og radere, som kobberstikker. Han tegnede og udførte, som oftest alene, alle illustrationerne til en række værker af vidt forskellig art . Til Videnskabernes Selskabs skrifter graverede han tavler med
numismatiske og naturhistoriske billeder, ligeså til den svenske
lærde Retzius' værker, og til det store engelske tidsskrift Archaeologia. Blandt hans raderinger må særlig mærkes en suite af omkring 30 portrætter af kendte danske mænd.
Særlig har dog hans arbejde været knyttet til Museet for nordiske Oldsager og til de store runeværker. Allerede 1845 knyttedes han til museet, og der foreligger fra hans hånd en
utallig mængde sikkert og smagfuldt udførte tegninger af arkæologisk indhold. Tavlerne til George Stephens', P.G. Thorsens og Ludvig Wimmers runeværker skyldes ham, og hans arbejder på dette område udmærker sig ved den største nøjagtighed og sikkerhed. 
I museets tjeneste virkede han tillige som fortrinlig medarbejder ved undersøgelser af kirker og kirkelige genstande samt i de senere år som konservator af altertavler, prædikestole og epitafier. Blandt de af ham restaurerede altertavler skal særlig
fremhæves Claus Bergs i Sankt Knuds Kirke, Odense, Søndersogns Kirke i Viborg, altertavlerne i Århus Domkirke, i Kolding osv. 
Endelig har han medvirket ved restaureringen af kalkmalerierne i de danske middelalderlige kirker, og denne side af hans virksomhed fremkaldte hans store, af talrige afbildninger ledsagede værk: Kalkmalerier i Danmark (1895), som er det første værk om danske kalkmalerier. Hans kendskab til mindesmærkerne blev udvidet ved talrige rejser i ind- og udland, særlig i de skånske provinser og i hertugdømmerne (Slesvig og Holsten), fra hvilke han har hjembragt store suiter af tegninger, som opbevares på Nationalmuseet.
I hans tid var 'forebedrende restaureringer' moderne, begrebet 'kildekritik' var ikke slået igennem endnu. Her var han helt parallel til kollegaen Jacob Kornerup (1825-1913), så fx heraldiske detaljer i deres restaurerede kalkmalerier, skal man ikke hænge sig i.

## Privatliv
Magnus Petersen ægtede 1857 Camilla Hansigne Hansen (død 1896). I 1877 fik han titel af professor, 1891 blev han Ridder af Dannebrog og 1897 Dannebrogsmand.
Han er begravet på Vestre Kirkegård.